# Дойна Спирку
Дойна Спирку (24 липня 1970) — румунська академічна веслувальниця.
Олімпійська чемпіонка 1996 року в складі вісімки, учасниця 2000 року.
Чемпіонка світу 1999 року в складі вісімки, срібна призерка 1995 (вісімки), 1997 (розпашні четвірки без стернової), 2000 (розпашні четвірки без стернової), 2001 (вісімки) років.